# 赤尾洋昭
赤尾洋昭（あかお ひろあき、1976年10月27日 - ）は、日本の実業家。セコマ代表取締役社長。

## 来歴
北海道出身。父親はセイコーマートの実質的な創業者で元代表取締役会長の赤尾昭彦。1995年北嶺中学校・高等学校卒業。1999年一橋大学商学部経営学科（片岡寛ゼミ、伊藤邦雄ゼミ）卒業。日本調剤の三津原庸介とは伊藤ゼミの同期で親しく、経営学者の藤原雅俊も片岡ゼミの同期。
大学卒業後は、経営コンサルタントを志して、当時では珍しく職種別の採用を行っていたマツダに、経営企画職として入社し、財務系の部署などを担当した。
2004年5月、セイコーマート入社。2006年取締役財務部長。2007年3月、小樽商科大学大学院商学研究科修士課程修了。2009年2月、常務取締役。2014年2月、専務取締役。2016年2月、代表取締役副社長。
2020年2月、丸谷智保の後継として代表取締役社長に就任。店舗数の維持と、発注システムのAI活用を語っている。2022年4月、在札幌ベルギー王国名誉領事。札幌市立幌南小学校PTA副会長、日本生命保険総代等兼任。